# Jan Albertus van Zelm van Eldik
Jan Albertus van Zelm van Eldik (Rotterdam, 12 oktober 1912 – 's-Gravenhage, 26 mei 2012) was van 1948 tot 1977 secretaris van de Kanselarij der Nederlandse Orden.

## Familie
Van Eldik was een zoon van Johan Hendrik van Zelm van Eldik (1880-1922), lid van de firma Van Stolk & Reese, papierhandel te Hillegersberg, en Cornelia Maria Elizabeth Veder (1884-1953), lid van het Rotterdamse redersgeslacht Veder. Hij trouwde in 1937 met Neelina Barendina Kleyn van Willigen (1915-2009), en na echtscheiding in 1947 met Jacoba Cornelia Fabius (1918-2016), lid van het geslacht Fabius. Een dochter uit dit tweede huwelijk, mr. Eleonore Hélène Elisabeth van Zelm van Eldik trouwde in 1981 met Didier Fitzroy Maclaine Pont, en deze schoonzoon hielp hem met zijn werk aan Moed en deugd (2003). Hij scheidde van Fabius in 1978 en hertrouwde in 1980 met Johanna Pauline Alix Elisabeth Kuneman.

## Leven en werk
Van Zelm van Eldik trad in de voetsporen van een eerdere secretaris, G.C.E. Köffler die in 1940 een grote studie over de Militaire Willems-Orde publiceerde en van de faleristisch publicist W.F. Bax die hij in zijn boek zijn "leermeester" noemt.
Veertig jaar studie en ervaring resulteerden in Moed en Deugd, ridderorden in Nederland met als ondertitel De ontwikkeling van een eigen wereld binnen de Nederlandse samenleving, een boek met 1007 pagina's in twee delen dat een standaardwerk in de Nederlandse ordekunde is geworden.
Van Zelm van Eldik heeft een grote rol gespeeld bij de stichting van het Museum van de Kanselarij van de Nederlandse Ridderorden, waarvan zijn derde echtgenote, J.P.A.E. van Zelm van Eldik-Kuneman, tot 1990 conservatrice was.
Van Zelm van Eldik was Officier in de Orde van Oranje-Nassau, Officier in de Huisorde van Oranje en Commandeur in de Orde van de Poolster. Hij was lid van verdienste van de Koninklijke Vereniging van Leden der Nederlandse Ridderorden.
Van Zelm van Eldik werd in 1961 benoemd tot secretaris van de Koninklijke Vereniging van Leden der Nederlandse Ridderorden, een functie die hij tot 1987 vervulde. In 1987 werd hij benoemd tot lid van verdienste van de vereniging. Door combinatie van secretaris van de kanselarij en secretaris van de KVLNRO kon Van Zelm van Eldik veel publiciteit geven aan het door hem geïnitieerde Museum van de Kanselarij. Het museum was aanvankelijk gevestigd in het gebouw van de kanselarij, en vanaf 1984 in Apeldoorn. Tot steun van het museum richtte hij in 1956 de Stichting tot instandhouding van het museum van de Kanselarij der Nederlandse Orden op.